# Iwanowka (Region Altai, Kalmanski)
Iwanowka (russisch Ивановка) ist eine Siedlung in der russischen Region Altai. Der Ort gehört zur Landgemeinde Schilowski selsowet im Kalmanski rajon. Er wird überwiegend von Russen bewohnt.

## Geographie
Iwanowka befindet sich 27 Kilometer westlich vom Rajonzentrum Kalmanka. Der Gemeindesitz Schilowo liegt zehn Kilometer südöstlich. Die nächste Bahnstation ist Schilowski an der Strecke von Barnaul in das kasachische Semei elf Kilometer südöstlich.

## Geschichte
Iwanowka war früher ein Selo und bis 1953 Sitz eines Dorfsowjets.

### Bevölkerungsentwicklung
| Jahr | Einwohner |
| ---- | --------- |
| 1926 | 590       |
| 2002 | 174       |
| 2010 | 96        |

Anmerkung: Volkszählungsdaten